# Pablo Ramón Ayala
Pablo Ramón Ayala (Villa General Belgrano, Formosa, Argentina; 25 de enero de 1967 - Lanús, Buenos Aires, Argentina; 12 de septiembre de 2005) fue un cantante y compositor de cumbia tropical argentino. Fue el líder vocal del grupo Medialunas.

## Carrera
Ramón Ayala nació en Formosa pero vino de muy joven a Buenos Aires, a probar suerte. Gracias a su talento vocal rápidamente lideró el grupo tropical Medialunas, con el que estuvo más de una década dentro del circuito. En 1995 lanzó el primer material discográfico de la mano Del Cholo Olaya (su representante) y Lito Martinez (músico de La Primera Formación de Siete) con temas como No Te Vas, Vuelve a Mi Mente, Corazones De Fuego y Para Vos Mamá, entre otros.
Con esta banda popularizó temas como Te dejo en libertad, Mi billetera, Bello sueño, Viejita al agua, Yo tomo, El gobernao, Te extraño, entre muchos otros. Hizo decenas de presentaciones en programas de televisión, boliches y giras por el interior.
Considerada una persona muy solidaria, organizaba festivales para juntar dinero y ayudar a los necesitados.

## Crimen
El cantante de música tropical Pablo Ramón Ayala fue asesinado de dos disparos a cincuenta metros de su casa el 12 de septiembre de 2005. Ese día había hecho dos recitales en la madrugada, uno en San Miguel y otro en Ezeiza. Alrededor de las 6.30 llegó agotado de tanto baile a su casa de Villa Caraza. Dejó estacionada su camioneta Trafic y se ofreció a acompañar unas cuadras a su primo, que había asistido a los shows con él, hasta la parada del colectivo. Sin embargo, Ayala no hizo más que 50 metros y cayó herido en la vereda: sorpresivamente y sin mediar palabras un hombre le disparó tres balazos desde un auto. Uno le pegó en el estómago y otro en el brazo. El último rebotó en la pared.
El primo lo subió a la camioneta y lo trasladó al hospital Evita de Lanús, pero Ayala murió antes de que pudiera ser atendido. 
Los investigadores pusieron el foco en un posible conflicto sentimental o en supuestos problemas comerciales ligados al mundo de la bailanta. Ayala aparentemente tenía problemas con el actual representante del grupo y tenía idea de independizarse. El cantante tenía discusiones con su actual representante José "Cholo" Olaya (el mismo imputado en el caso del cantante Carlos Chávez Navarrete porque pensaba rescindir su contrato. También por el caso estuvo imputado el cabo José Luis Abregú, de 41 años, quien se desempeñaba en el área de Comunicaciones de la Policía Federal y en el Complejo Médico Policial Churruca-Visca.

## Discografía
- 2012: MI ETERNO AMOR SECRETO
- 2006: TE VI LLORAR
- 2004: MAS RICA QUE NUNCA.
- 2002: MEDIALUNAS: ESTAMOS DE VUELTA.
- 1999: TRES SON MULTITUD.
- 1997: MONOLOCO (MONOLOCO).
- 1997: POR SIEMPRE MEDIALUNAS.
- 1997: DE NORTE A SUR (LOS MAESTROS DEL AMOR).
- 1995: TE DEJO EN LIBERTAD.
- 1994: UNA NOCHE DE AMOR.
- 1993: CORRELA CORRELA (CLIN CLAN).

## Temas populares
- Te dejo en libertad
- Mi billetera
- Bello sueño
- Viejita al agua
- Maestro del amor
- No Te Vas
- Pensando En Tí
- La Lluvia
- Cómo El Canto
- Corazón Herido
- Amor De Verano
- Vuelve a Mi Mente
- Corazón desangrado
- En La Isla
- Tú Eres Todo
- Estrellita Mía
- Una Noche De Amor
- Baila Negra
- Prepárate mujer
- Corazones De Fuego
- Para Vos Mamá
- Apúrate mi amor
- No me olvides
- Sexo, solo sexo
- El gobernao
- Nazo virgen
- Hey comodoro
- Juntos
- Soy de aquí
- Chico malo
- A tu maestro
- No uso condón
- Eclipse de luna
- Te extraño
- Vida de soltero
- La malaria
- La billetera 2
- Los vagos
- Tranza sucio
- La gallinata
- Mi desesperación
- Los humos
- Contigo pan y cebolla
- Son las mujeres
- Lagrimas en mi pecho
- Gira y gira